# بخش نافلینسکی
بخش نافلینسکی (به لاتین: Navlinsky District) یک منطقهٔ مسکونی در روسیه است که در استان بریانسک واقع شده‌است.